# Perdikkas (Diadoche)
Perdikkas (altgriechisch Περδίκκας Perdíkkas; † 320 v. Chr., in der Forschung wurde sein Tod jedoch lange Zeit in das Jahr 321 v. Chr. datiert) war ein General Alexanders des Großen, nahm an dessen Feldzug gegen den persischen Herrscher Dareios III. teil und wurde nach dem Tod Hephaistions einer der ranghöchsten Vertrauten des Makedonenkönigs. Alexander, der ihn sehr schätzte, soll ihm auf dem Totenbett seinen Siegelring übergeben haben. Nach dem Tode Alexanders 323 v. Chr. wurde er Regent des Reichs. Gegen Perdikkas als Repräsentanten der Reichseinheit schlossen die mächtigen Diadochen Antigonos, Antipater, Krateros, Lysimachos und Ptolemaios ein Bündnis. Perdikkas überließ seinem Vertrauten Eumenes die Verteidigung Kleinasiens gegen Angriffe von Antipater und Krateros und zog selbst gegen Ägypten, um Ptolemaios anzugreifen. Da er bereits an der ägyptischen Grenze mehrere Fehlschläge einstecken musste, wurde er von mit seiner Militärführung unzufriedenen Offizieren umgebracht.

## Leben

### Aufstieg
Perdikkas war ein Sohn des Orontes aus dem Königshaus der makedonischen Provinz Orestis. Seine militärische Karriere begann er bereits unter König Philipp II., dem er als Leibwächter (somatophylax) diente. Bei der Ermordung des Königs 336 v. Chr. war er einer der drei Leibwächter, die den Attentäter Pausanias eigenhändig töteten. Alexander der Große, der nun neuer makedonischer König wurde, ernannte Perdikkas sofort zum Befehlshaber einer Taxis der Pezhetairoi. Er kommandierte dabei Soldaten aus der Orestis und Lynkestis, für welche Aufgabe er schon aufgrund seiner Geburt besonders geeignet war. Als Feldherr wird er erstmals 335 v. Chr. im Kampf gegen die Triballer genannt. Im selben Jahr zeichnete er sich bei der Eroberung Thebens aus, bei der er schwer verwundet wurde.
Auf dem Asienfeldzug Alexanders nahm Perdikkas als Befehlshaber einer Phalanx an allen großen Schlachten teil, so zuerst am Granikos. Bei der Schlacht bei Issos kämpfte er 333 v. Chr. als Kommandant seiner Taxis auf dem rechten Flügel und wurde 331 v. Chr. während der Schlacht von Gaugamela, bei der er mit seinen Truppen in der Mitte der Phalanx stand, erneut verwundet. Im Januar 330 v. Chr. erscheint er bei der Einnahme des strategisch bedeutenden Gebirgspasses der „persischen Tore“ weiterhin als Regimentskommandant. Im weiteren Verlauf des Feldzuges wurde er 330 v. Chr. zu einem Leibwächter Alexanders und zum Kommandanten einer Kavallerieschwadron ernannt.
Als der Makedonenkönig im Frühjahr 328 v. Chr. endgültig den Widerstand in Sogdien brechen wollte, war Perdikkas der Anführer einer der fünf selbständig operierenden Heeresgruppen, die damals in Sogdien einfielen und sich in Marakanda wieder vereinigten. Perdikkas nahm sodann am Indienfeldzug Alexanders teil. Er kommandierte zunächst 327 v. Chr. zusammen mit Hephaistion jene Truppen, die unter dem Geleit des Fürsten Taxiles den Fluss Kophen abwärts und durch die Landschaft Peukelaotis marschierten, die dabei durchzogenen Gebiete unterwarfen (etwa nach längerer Belagerung die Stadt des Fürsten Astes erstürmten) und dort auf den Indus stießen, wo er den Kophen aufnahm. Sie begannen mit der Errichtung einer Schiffsbrücke über den Indus, die beim Eintreffen Alexanders, der inzwischen nördlich des Kophen gegen kriegerische Gebirgsstämme gekämpft hatte, fertiggestellt war. Während der Schlacht am Hydaspes (Juni 326 v. Chr.) befehligte Perdikkas mit Hephaistion die Kavallerieattacke gegen den linken Flügel des indischen Königs Poros. Er war auch als Kommandant eines Truppenkontingents am Angriff auf den Zentralort der Maller beteiligt. Während dieses Sturms wurde Alexander durch einen Pfeilschuss schwer verletzt, und laut Arrian schrieben einige Quellen Perdikkas die Entfernung des Pfeils aus der Brust des Königs zu, andere hingegen dem Arzt Kritodemos von Kos. Nach der Genesung und Abreise des Königs fiel Perdikkas die Aufgabe zu, die noch im Gebiet der Maller stationierten Truppen Alexander nachzuführen. Dabei besiegte er einen kriegerischen Nachbarstamm der Maller, die Abastanen, und vereinigte danach seine Soldaten mit jenen Alexanders, der am Zusammenfluss des Akesines und Indus lagerte.
Während der folgenden Kämpfe in Indien und des Rückzugs nach Westen taucht Perdikkas nicht in den Quellen auf. Erwähnt wird er erst wieder anlässlich der Massenhochzeit in Susa 324 v. Chr., auf der er die Tochter des Atropates, des Satrapen von Medien, heiratete. Als wenig später Hephaistion, der enge Vertraute Alexanders, unerwartet starb, wurde Perdikkas dessen Nachfolger als Anführer der Hetairenreiterei und rückte nun zu einem der höchstrangigen Getreuen des Königs auf. Der Titel Chiliarch, den Hephaistion geführt hatte, wurde jedoch nicht mehr vergeben. Im Mai 323 v. Chr. gehörte Perdikkas zu jenen Freunden Alexanders, die mit dem König in Babylon am Trinkgelage des Medios von Larissa teilnahmen. Bald danach erkrankte Alexander tödlich und Perdikkas blieb an dessen Sterbelager.

### Alexanders Tod und Nachfolgefrage

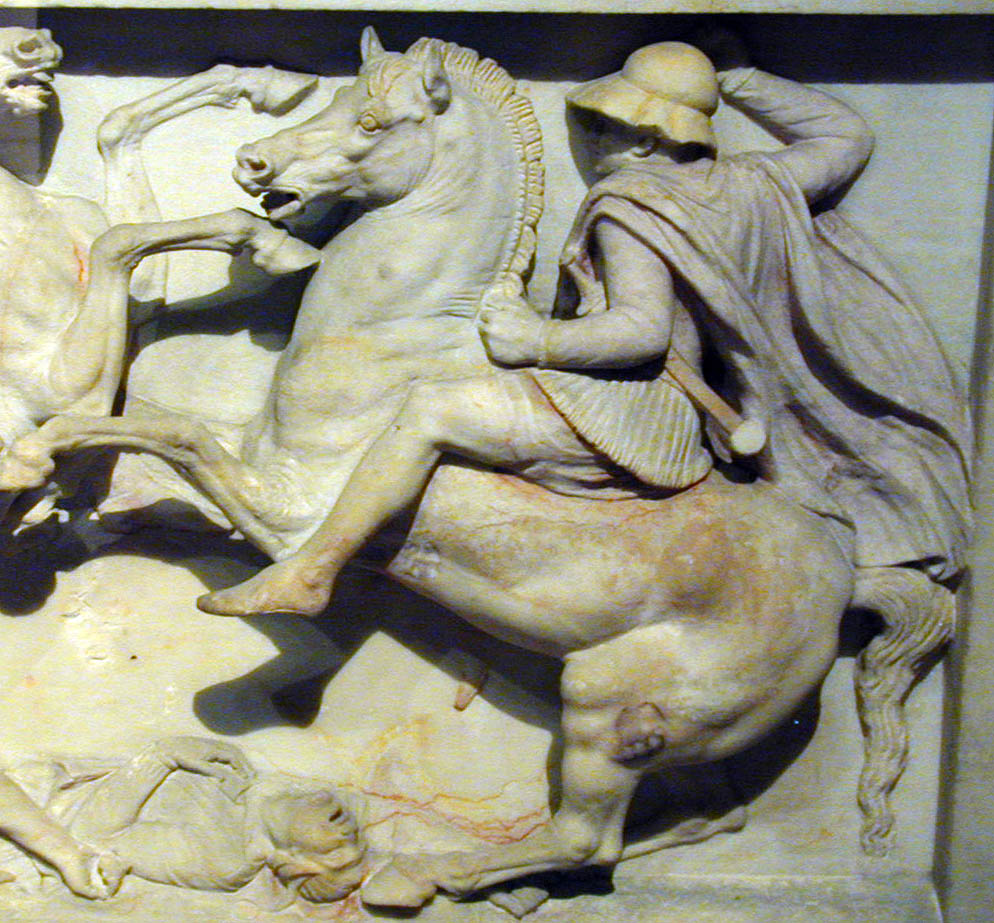
Das Profil dieses Reiters auf dem „Alexandersarkophag“ wurde häufig für eine Darstellung des Antigonos Monophthalmos gehalten. Da es sich dabei allerdings um eine Szene aus der Schlacht von Issos handelt, gilt dies mittlerweile als unwahrscheinlich. Hingegen wird heute eine Darstellung des Perdikkas angenommen. Auf einer Giebelseite des Sarkophags wird zudem seine Ermordung dargestellt.
(Archäologisches Museum Istanbul)

Alexander der Große soll auf seinem Sterbebett in Babylon seinen Siegelring an Perdikkas weitergereicht haben, mit dem Wunsch, dass „der Stärkste“ die Herrschaft über sein Reich übernehme. Manche Quellen führen dies als Legitimierung des Nachfolgeanspruchs an. So berichtet der Alexanderhistoriker Curtius Rufus, dass der Leibwächter (Somatophylax) Aristonous während der Beratungen zur Neuordnung des Reichs die Ansicht vertrat, durch die Weiterreichung des Siegelrings an Perdikkas habe Alexander selbst diesen zu seinem Nachfolger bestimmt. Demgegenüber hält etwa Siegfried Lauffer zwar die Übergabe des Siegelrings an Perdikkas für glaubhaft, meint aber, dass Perdikkas dabei als Ranghöchster vom sterbenden Makedonienkönig vielleicht nur mit der Übernahme der Regierungsgeschäfte betraut wurde, aber nicht ohne Weiteres die Sukzession antreten sollte.
Die Leibwächter riefen nun die wichtigsten Gefolgsleute (Hetairoi) des verstorbenen Königs sowie die militärischen Befehlshaber zu einer ersten Unterredung in den Palast von Babylon. Doch bald zogen auch viele Soldaten vor den Palast und forderten ihr Mitspracherecht ein, sodass sich eine mitstimmungsberechtigte makedonische Heeresversammlung bildete. Perdikkas ließ Alexanders Gewand, Diadem und Waffen ausstellen und legte dort auch den ihm erst am Vortag übergebenen Siegelring nieder. Er drang darauf, die Niederkunft der von Alexander hochschwangeren Roxane abzuwarten und wenn sie einen Sohn zur Welt brächte, diesen als neuen König anzuerkennen. Mit dieser Empfehlung stieß er jedoch auf Widerstand, da Roxane nicht makedonischen Geblüts, sondern „Orientalin“ war. Nearchos sprach sich für Herakles, den etwa vierjährigen unehelichen Sohn Alexanders von der persischen Adligen Barsine, als geeigneten Nachfolger aus. Der Wortführer der Infanterie, Meleagros, der in heftiger Opposition zu Perdikkas stand, unterstützte hingegen den Vorschlag eines einfachen Soldaten, den nun ebenfalls zur Versammlung herbeigeholten geistesschwachen Halbbruder Alexanders, Arrhidaios, als neuen König anzuerkennen. Ptolemaios, der später ägyptischer Monarch werden sollte, wandte sich entschieden gegen das Königtum des regierungsunfähigen Arrhidaios oder eines der Söhne Alexanders, in welchem Fall die tatsächliche Macht auf längere Zeit in den Händen eines zu bestellenden Regenten liegen würde. Stattdessen solle ein Gremium der führenden Mitstreiter Alexanders alle bedeutenden Entscheidungen beschließen. Bei den folgenden Beratungen des Führungszirkels setzte sich Perdikkas durch, der – auf Vorschlag Peithons – gemeinsam mit Leonnatos zum Vormund des erwarteten Sohns der Roxane eingesetzt wurde, während Antipater und Krateros die Leitung der Regierungsgeschäfte im europäischen Teil des Reichs übertragen erhielten.
Dies hatte aber eine Empörung der in der Entscheidung außen vor gelassenen Infanteristen (Pezhetairoi) zur Reaktion, die eigenmächtig Arrhidaios unter dem dynastischen Namen Philipp zum König proklamierten und mit Alexanders Gewand bekleideten. Perdikkas zog sich daraufhin mit seinen Gefolgsleuten in den Raum zurück, in dem Alexander aufgebahrt lag, doch die Arrhidaios unterstützenden, von Meleagros angeführten Infanteristen verfolgten Perdikkas und schleuderten Speere nach ihm. In der Folge entwich Perdikkas aus dem Palast, blieb aber in Babylon und scharte die Reiterführer um sich. Mehrere Tage lang herrschte eine gespannte Situation; das Fußvolk übernahm die Kontrolle in Babylon, während Perdikkas die Getreidezufuhr zur Stadt abschnitt.
Bevor es zu einem regelrechten Bürgerkrieg zwischen den Truppenteilen kam, konnte doch noch ein Kompromiss erreicht werden, durch den sowohl Philipp III. Arrhidaios als auch der kurz darauf geborene Sohn Roxanes, Alexander IV. Aigos, als Könige anerkannt wurden. Allerdings waren beide regierungsunfähig. So sollte Perdikkas das Sorgerecht für die Könige übernehmen, aber auch Meleagros eine Machtstellung erhalten. Der von Babylon abwesende Krateros wurde zum Prostates des Königtums ernannt. Mit der Überführung des Leichnams Alexanders nach Ägypten wurde der Feldherr Arrhidaios betraut. Indessen sann Perdikkas nach dem Friedensschluss auf die Beseitigung des Meleagros. Er veranstaltete in der Ebene vor Babylons Mauern eine Musterung des Heeres, bei der die Infanterie und die Kavallerie durch die zwei Hälften eines durchtrennten Hundeleibes marschierten. Dabei forderte König Philipp Arrhidaios auf Perdikkas’ Anstiften von der überraschten Infanterie, die sich der Reiterei und den Elefanten gegenübersah, die Auslieferung der verantwortlichen Rädelsführer der Revolte. Von diesen wurden laut Diodor 30, laut Curtius Rufus hingegen 300 auf Befehl des Perdikkas von den Elefanten niedergetrampelt. Meleagros, den Perdikkas des Mordversuches an ihm beschuldigte, floh in einen Tempel, wo er getötet wurde.

### Reichsregent
Nun hatte Perdikkas die führende Stellung inne. Bei der darauffolgenden Neuordnung des Staates (Babylonische Reichsordnung) wurde er wohl neuer Oberbefehlshaber des gesamten Heeres und alleiniger Regent des Reiches. Das Kommando über die Hetairenreiterei trat er an Seleukos ab. Der mit den Veteranen auf dem Rückmarsch nach Makedonien befindliche Krateros verblieb in seinem Amt als Prostates (d. h. Sachwalter, Beschützer) des Königtums, was aber faktisch von Perdikkas ausgeübt wurde, da sich die Könige bei ihm befanden. Ferner sollte Krateros den Königsschatz verwalten. Allerdings ist aus den Quellen nicht klar ersichtlich, wie die Kompetenzen von Perdikkas und Krateros im Einzelnen voneinander abgegrenzt waren. Kassander erhielt die Aufsicht über die königlichen Hypaspistes.
Als Reichsregent führte Perdikkas in Absprache mit den bedeutendsten makedonischen Heerführern sogleich eine Neuverteilung der Satrapien durch, wobei ihm wohl auch daran gelegen war, mächtige Generäle, die mit ihm hätten konkurrieren könnten, vom Reichsheer und damit vom Machtzentrum fernzuhalten. Seine wichtigsten Entscheidungen waren: Ägypten an Ptolemaios, Karien an Asandros, das hellespontische Phrygien an Leonnatos, Medien an Peithon, Thrakien an Lysimachos sowie Paphlagonien  und Kappadokien, die aber noch zu erobern waren, an Eumenes. Antipater sollte seine Stellung als Stratege Europas behalten und auch Antigonos Monophthalmos seine bereits von Alexander zugewiesenen Provinzen weiterführen. Weiterhin ließ Perdikkas die Verwirklichung der letzten, schriftlich hinterlassenen Pläne Alexanders von der makedonischen Heeresversammlung als zu teuer ablehnen. Diese Pläne umfassten u. a. die Fertigstellung des Grabmals für Hephaistion in Babylon, den Bau von 1000 Kriegsschiffen und einer Straße entlang der nordafrikanischen Küste bis zur Straße von Gibraltar für einen Feldzug in den Westen gegen Karthago, neue Stadtgründungen sowie die Errichtung von Tempeln in Makedonien, Griechenland und Ilion. Zur Stärkung seiner Stellung verpflichtete sich Perdikkas Roxane, indem er sie bei der Beseitigung ihrer Nebenbuhlerin Stateira sowie von deren Schwester Drypetis unterstützte.
Perdikkas hatte sofort wichtige Entscheidungen zu treffen. Bereits 326 v. Chr. hatten in Baktrien und Sogdien angesiedelte Griechen revoltiert und versucht, ihren Rückmarsch in die Heimat durchzusetzen. Nach Alexanders Ableben nahmen sie diese Bemühungen wieder auf. Etwa 20.000 kampferprobte Infanteristen und 3000 Kavalleristen begaben sich unter dem Kommando des Ainianen Philon auf den Weg in den Westen. Perdikkas beschloss, sie aufhalten zu lassen und suchte zu diesem Zweck zunächst aus den makedonischen Streitkräften 3000 Infanteristen und 800 Reiter aus, die Peithon, den künftigen Satrapen Mediens, zum Befehlshaber erhielten. Außerdem übermittelte Perdikkas den Satrapen der persischen Territorien die Direktive, Peithon weitere 10.000 Fußsoldaten und 8000 Kavalleristen als Verstärkungen zur Verfügung zu stellen. Der ehrgeizige Peithon beabsichtigte indessen, die rebellischen Griechen auf seine Seite zu ziehen und sich mit ihrer Hilfe zum Beherrscher der oberen Satrapien aufzuschwingen. Allerdings ahnte Perdikkas Peithons Pläne und wies ihn daher an, alle Aufrührer nach deren Besiegung niedermachen zu lassen. Dann marschierte Peithon mit den ihm von Perdikkas sofort zugewiesenen Truppen in den Osten, erhielt unterwegs Zuzug durch die ihm von den persischen Satrapen zugesandten Verstärkungen und errang bei einem ersten militärischen Zusammentreffen mit den aufständischen Söldnern durch den Verrat des von ihm bestochenen, über 3000 Mann gebietenden Unterfeldherrn Letodoros einen klaren Sieg. Er sagte den unterlegenen Griechen zu, dass sie in ihre Heimat zurückkehren dürften, falls sie ihre Waffen niederlegten. Da die Makedonen aber Kenntnis von der Anweisung des Perdikkas erhalten hatten, töteten sie anschließend dennoch die Griechen mit ihren Speeren und verteilten deren Habe als Beute unter sich. So konnte Peithon seine Herrschaftspläne nicht verwirklichen und kehrte mit den makedonischen Soldaten zu Perdikkas zurück.
Perdikkas’ Autorität als Regent wurde schon früh in Frage gestellt. Eumenes hatte sich Perdikkas von Anfang an eng angeschlossen. Da die ihm zugewiesene Satrapie Kappadokien damals unter Kontrolle von Ariarathes I. stand, erteilte Perdikkas den Satrapen der beiden Nachbarprovinzen Kleinphrygien und Großphrygien, Leonnatos und Antigonos, den Befehl, Kappadokien zu erobern und danach Eumenes zu überlassen. 322 v. Chr. entschied sich Leonnatos aber nach anfänglichem Vorrücken gegen Kappadokien, nicht dorthin, sondern nach Griechenland zu ziehen, um dem nach Ausbruch des Lamischen Kriegs in Lamia von aufständischen Griechen belagerten Antipater zu Hilfe zu kommen. Angeblich plante er aber vor allem, Alexanders Schwester Kleopatra zu heiraten und die Macht in Makedonien an sich zu reißen. Auch Antigonos Monophthalmos widersetzte sich den ihm gegebenen Anordnungen. Eumenes floh nach Babylon zurück, um diese Vorgänge an Perdikkas zu melden. Zusammen zogen sie mit ganzer Heeresmacht Richtung Kleinasien. Perdikkas besiegte Ariarathes in zwei Schlachten, ließ ihn hinrichten und setzte Eumenes als Satrapen Kappadokiens ein. Anschließend unterwarf er die Pisidier, deren Städte Isauria und Laranda er dabei zerstörte.
Wohl etwa in der zweiten Hälfte des Sommers 322 v. Chr. erschien Kynane, eine Tochter König Philipps II., mit einem von ihr gesammelten Heer in Kleinasien, um ihre Tochter Eurydike mit König Philipp III. Arrhidaios zu vermählen. Perdikkas sah hierdurch seinen Einfluss auf den geisteskranken König gefährdet. Nachdem ein Heer seines Bruders Alketas sich geweigert hatte, gegen Kynanes Truppen zu kämpfen, gelang es ihm, die Prinzessin in seine Gewalt zu bringen, woraufhin er sie hinrichten ließ. Da die makedonischen Soldaten wegen dieser Tat sehr gereizt waren, entschloss er sich indessen, die Heirat Eurydikes mit Philipp III. Arrhidaios zu gestatten.
Um seine Position zu stärken, hatte Perdikkas bereits versucht, mit dem makedonischen Regenten Antipater in ein besseres Einvernehmen zu gelangen, indem er um die Hand von dessen Tochter Nikaia geworben hatte. 321 v. Chr. wurde nun Nikaia unter dem Geleit ihres Bruders Iolaos und des Archias nach Kleinasien gebracht und Perdikkas zur Gemahlin angeboten. Ungefähr zur gleichen Zeit kam aber auch Kleopatra aus Europa angereist, ließ sich in Sardes nieder und machte Perdikkas auf Anstiften ihrer mit Antipater verfeindeten Mutter Olympias einen Heiratsantrag. In Anbetracht der geistigen Unmündigkeit Philipps III. Arrhidaios und der geringen Akzeptanz des Kindkönigs Alexander IV. Aigos (da dieser Sohn einer Asiatin war) bedeutete die Eheverbindung mit der Schwester Alexanders des Großen für Perdikkas eine Möglichkeit zur Übernahme des von ihm angestrebten Königthrons. Deshalb liebäugelte er mit einer Vermählung mit Kleopatra, zu der ihm auch Eumenes riet, riskierte aber einstweilen noch nicht, mit Antipater offen zu brechen. So entschied er sich vorerst für Nikaia. An Antigonos Monophthalmos hatte Perdikkas die Aufforderung geschickt, in seinem Feldlager zu erscheinen, um sich wegen der Befehlsverweigerung, Eumenes bei der Eroberung Kappadokiens zu unterstützen, zu verantworten. Doch Antigonos, der überdies von den geheimen Plänen des Perdikkas zur Heirat Kleopatras erfuhr, zog es vor, sich der Vorladung durch Flucht zu Antipater und Krateros zu entziehen. Vielleicht fand seine Flucht erst Ende 321 v. Chr. statt.

### Untergang im ersten Diadochenkrieg
Als Antigonos Monophthalmos auf seiner Flucht zu Antipater und Krateros stieß, hatten diese den Lamischen Krieg bereits siegreich beendet und bekämpften nun (wohl Winter 321/320 v. Chr.) die Aitoler. Antigonos informierte die Generäle über den ehrgeizigen Plan des Perdikkas, der nach der Königsherrschaft über Makedonien strebe, und verstand sie in so große Besorgnis zu versetzen, dass sie mit den Aitolern den Ausgleich suchten, um freie Hand zur Austragung eines bewaffneten Konflikts mit Perdikkas zu haben. Schnell sollten sich Heereskontingente nach Asien in Bewegung setzen; Antipater sollte weiterhin das Oberkommando in Europa führen und Krateros jenes in Asien übernehmen. Außerdem schickten die Verbündeten eine Delegation zu Ptolemaios, der ebenfalls ein Gegner des Perdikkas war, und zogen ihn auf ihre Seite. Bereits im Sommer oder Herbst 321 v. Chr. hatte sich Ptolemaios des von Babylon kommenden Leichenwagens Alexanders bemächtigt, diesen nach Ägypten umgeleitet und den toten Körper des großen Königs in Memphis beisetzen lassen. Da Perdikkas aber offenbar den Transport des Leichnams nach Aigai in Makedonien angeordnet hatte, hatte dies eine erneute Infragestellung seiner Autorität dargestellt.
Nachdem der noch immer in Pisidien weilende Perdikkas Kenntnis von den Kriegsplänen der gegen ihn gebildeten Koalition erhalten hatte, verstieß er Nikaia, um die Ehe mit Kleopatra schließen zu können, und ließ dieser durch Eumenes Geschenke überbringen. Nach der Einberufung eines Kriegsrats entschied er, selbst mit dem Reichsheer gegen Ägypten zu ziehen und dort Ptolemaios anzugreifen, während sein treuester Freund, Eumenes, als Stratege Kleinasiens den Kampf gegen die von Makedonien heranrückenden Feldherren übernehmen sollte, um diese aufzuhalten, bis Perdikkas selbst würde eingreifen können. Alketas, der Bruder des Perdikkas, und Neoptolemos hatten Eumenes mit ihren Heeren zu unterstützen. Ferner erreichte Perdikkas, dass die von Antipater und Krateros nicht besiegten Aitoler zu ihm übertraten.
In der Folge änderten Antipater und Krateros ihre Kriegsstrategie. Demnach sollte nicht Krateros allein nach Kleinasien aufbrechen, sondern Antipater sich ihm anschließen und Polyperchon als ihr Stellvertreter in Makedonien fungieren. Lysimachos bekämpfte damals den thrakischen Fürsten Seuthes und vermochte sich daher nicht am Diadochenkrieg zu beteiligen, stand aber wohl auf Seiten von Perdikkas’ Gegnern. Anfang 320 v. Chr. begannen die militärischen Operationen mit der Überfahrt von Antipater und Krateros und ihren Heeren über den Hellespont. Den beiden Generalen gelang es, Neoptolemos zum Abfall zu ihnen zu bewegen. Eumenes aber besiegte Neoptolemos und nötigte ihn zur Flucht zu Antipater, dem nun die Aufgabe zufiel, Perdikkas möglichst noch in Kilikien zu stellen, während Krateros sich gegen Eumenes wenden sollte. Letzterer siegte jedoch in der Schlacht am Hellespont; Krateros und Neoptolemos fanden dabei den Tod.
Antigonos war inzwischen nach Karien übergesetzt und erhielt dort Unterstützung durch den karischen Satrapen Asandros sowie den ehemaligen lydischen Satrapen Menandros. Ptolemaios hatte sich mit vier zyprischen Stadtkönigen, Nikokreon von Salamis, Stasikrates von Soloi, Nikokles von Paphos und Androkles von Amathus, verbündet.
Wahrscheinlich zu dem Zeitpunkt, als Perdikkas in Kilikien ankam, ließ er den dortigen Satrapen Philotas, der als Freund des Krateros galt, seines Amtes entheben und durch Philoxenos ersetzen. Außerdem bekämpfte Perdikkas’ Gefolgsmann Dokimos erfolgreich den unzuverlässigen Satrapen Babyloniens, Archon, und nahm daraufhin dessen Stelle ein. Der ehemals zum Korps der Leibwächter Alexanders gehörige Aristonous übernahm im Auftrag von Perdikkas die Leitung einer gegen Zypern gerichteten Flottenexpedition, an der 800 unter dem Kommando des Medios von Larissa stehende Infanteristen sowie 500 von Amyntas angeführte Reiter teilnahmen. Der Rhodier Sosigenes übte die Funktion des Flottenchefs aus. Die Schiffe sollten bei Marion landen, doch ist nichts über den Ausgang des Unternehmens bekannt.
Vermutlich hatten die Gegner von Perdikkas gehofft, ihn noch in Kilikien zum Kampf stellen zu können, ehe es ihm gelänge, Kleinasien zu verlassen und gegen Ägypten zu ziehen. Sollte dies der Fall gewesen sein, erfüllten sich ihre Erwartungen jedenfalls nicht. Perdikkas marschierte ungehindert mit dem Reichsheer über Damaskus und Tyros auf die ägyptische Grenze zu. Sodann erhob er vor der makedonischen Heeresversammlung Anklage gegen Ptolemaios wegen Hochverrats. Obwohl sich Ptolemaios persönlich vor den Soldaten verantwortete und von der Heeresversammlung daraufhin freigesprochen wurde, bestand Perdikkas auf der Durchführung des Feldzuges gegen ihn, womit er sich den Unwillen seiner Untergebenen zuzog.
Ptolemaios hatte Ägypten in hervorragenden Verteidigungszustand versetzt und wurde zudem von seinen Soldaten und Offizieren sehr geschätzt. Bei der Grenzfestung Pelusium schlug Perdikkas’ Versuch, den Nil zu überqueren, fehl. Er ordnete hier die Ausräumung eines längst versandeten Kanals an, um das Wasser aus dem Nil abzuführen. Dabei verlor er mehrere Männer, als das Wasser noch während der Arbeiten unkontrolliert in den Kanal einbrach. Dann gelang ihm bei der Festung Kamelon Teichos, deren Lage nicht exakt bestimmbar ist, der Übergang über einen Nilkanal, nicht aber – trotz hoher Verluste – die Eroberung der von Soldaten des Ptolemaios unter dessen persönlicher Führung verteidigten Festung. Im Schutz der Nacht zog Perdikkas daher ab und marschierte bis zu einer gegenüber Memphis gelegenen Stelle, wo er auf eine im Nil gelegene Insel überzusetzen suchte. Von diesem Eiland aus wollte er gegen die Landeshauptstadt vorstoßen. Zwar konnte ein Teil seiner Truppen mit Hilfe der Elefanten durch die starke Strömung hindurch bis zur Insel gelangen, doch schwoll dann der Nil jäh an, so dass der Übergang der verbliebenen Soldaten ins Stocken geriet. So musste Perdikkas anordnen, dass die bereits zur Insel gelangten Männer wieder zurückschwimmen sollten. Etwa 2000 von ihnen verloren dabei ihr Leben; viele waren angeblich von Krokodilen gefressen worden. Die gestrandeten Leichen ließ Ptolemaios bergen und verschaffte sich dadurch bei Perdikkas’ Soldaten Popularität.
Die vielen Fehlschläge trugen wesentlich dazu bei, dass die Stimmung in Perdikkas’ Lager endgültig umschlug. Das Offizierskorps schrieb ihm insbesondere die Schuld an der letzten Katastrophe zu. In der folgenden Nacht rebellierten anfangs etwa 100 Kommandeure der Phalanx, deren prominentester Peithon war. Auch mehrere Kavalleristen machten daraufhin die Revolte mit. Perdikkas wurde nachts in seinem Zelt überfallen und getötet (Mai/Juni 320 v. Chr.). Als Haupttäter galten die Offiziere Antigenes und Seleukos.

### Folgen
Kurz nach dem Mord an Perdikkas erreichte die Nachricht von Eumenes’ Sieg gegen Krateros das Feldlager in Memphis. Wäre sie zwei Tage eher eingetroffen, hätten die Mörder von einer Empörung gegen Perdikkas Abstand genommen. Sein Ende bedeutete einen ersten schweren Schlag gegen die Einheit des Alexanderreichs, da sich opponierende Kräfte gegen den offiziellen Repräsentanten des Einheitsstaates durchsetzen konnten. Über seine Anhänger im Heer wurden durch Schnellgerichte Todesurteile gesprochen und vollstreckt, unter den Opfern befand sich auch seine Schwester Atalante. Die Gefolgsleute, die sich außerhalb des Zugriffs seiner Gegner befanden, darunter sein Bruder Alketas, sein Schwager Attalos und vor allem Eumenes, wurden von den Siegern geächtet.
Damit kommt Perdikkas eine wichtige, wenn auch im Vergleich zu anderen Diadochen recht kurze Rolle in den Entwicklungen nach dem Tode Alexanders und der Neuordnung des großen Reiches zu, das dieser aufgebaut hatte.

## Rezeption
Perdikkas ist eine der Hauptfiguren im historischen Roman Funeral Games der Schriftstellerin Mary Renault.